# ナガミボチョウジ

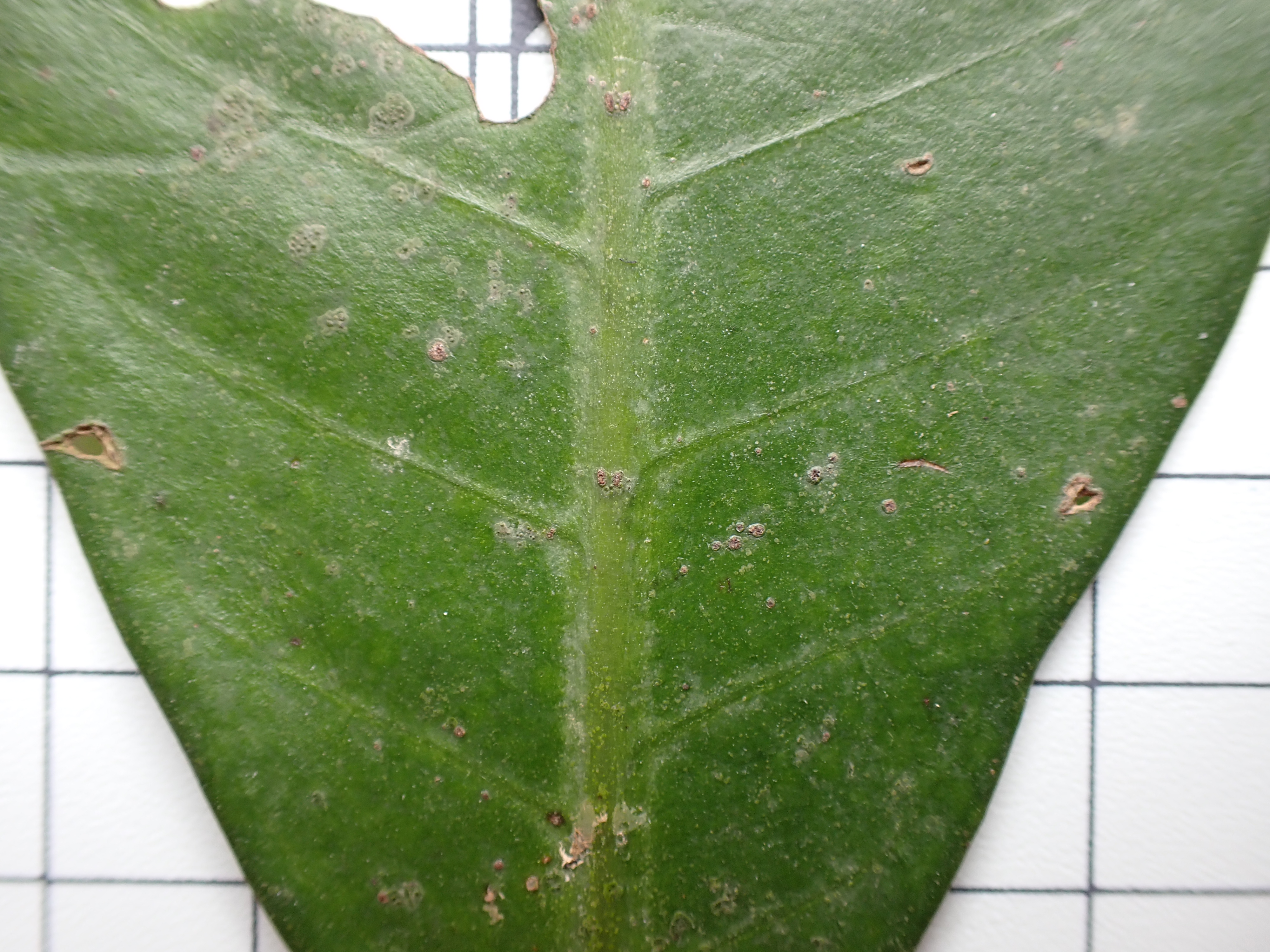
葉表側に側脈が隆起する

ナガミボチョウジ（長実母丁字、学名：Psychotria manillensis）はアカネ科ボチョウジ属の常緑低木。

## 特徴
高さ1–2 m。葉は長さ10–22 cm、幅5–10 cmの倒卵形、全縁、両面無毛で対生する。葉幅は葉先寄りで広くなる傾向が強い。花は白色で径3–5 mm、先端は5裂する。夏季に咲く。果実は長さ8–13 mmの楕円形〜球形で、黄色から赤色に熟し、秋〜春まで長期間みられる。
同属のボチョウジと比べて樹高はやや小さく、葉は幅広く、葉脈は葉表に隆起し、主脈と側脈のなす角は広く、葉裏の脈腋にダニ室が無い点で異なる。果実はボチョウジより縦長だが球形に近いものもあり、違いは不明瞭。染色体数は2n=84。

## 分布と生育環境
鹿児島県トカラ列島〜沖縄県先島諸島、台湾、フィリピンに分布。沖縄本島では南部に多く、アルカリ土壌を好み、石灰岩地の海岸〜山地の林内や林縁に生える。北部では八重岳や辺戸岳の石灰岩地にみられる。同属のボチョウジが沖縄本島北部（名護岳など）の非石灰岩地に多くみられ、酸性土壌を好むのとは対照的。市街地近郊にもみられ、黄色から赤色に変わる果実が長期間観察される。

## 利用
ボチョウジと同様に、枝葉は魔除けや祭祀に使用される。